# Мышиная охота
«Мышиная охота» (англ. Mouse Hunt) — американский комедийный фильм режиссёра Гора Вербински. Главные роли сыграли Нейтан Лейн и Ли Эванс. Фильм рассказывает о двух братьях, похожих на Лорел и Харди, в их борьбе с одной маленькой, но хитрой домовой мышью за обладание особняком, который был завещан им их отцом. Хотя действие фильма разворачивается в конце XX века, стили с юмором варьируются от 1940-х до 1990-х годов. Это был первый семейный фильм, выпущенный компанией DreamWorks Pictures, которая выпустила его в США 19 декабря 1997 года.
Это была одна из последних ролей Уильяма Хикки перед смертью, и фильм посвящён его памяти.

## Сюжет
Некогда преуспевающий шпагатный фабрикант Рудольф Шмунц на смертном одре просит своих сыновей — Ларса и Эрни — не продавать его шпагатную фабрику. Ларс, который всегда был при отце, хочет продолжить отцовский бизнес, тогда как Эрни, всегда скептически относившийся к прибыльности фабрики, совершенно в этом не заинтересован — он увлечён кулинарией и является известным шеф-поваром лучшего в городе французского ресторана. По завещанию отца, Ларс и Эрни, помимо фабрики, получают ещё и заброшенный старинный особняк на окраине города, полученный отцом в уплату долга (хозяин особняка в своё время был найден мёртвым на чердаке, будучи запертым в сундуке).
Поскольку братья владеют фабрикой на равных правах, то их мнения относительно её будущего разделяются — Эрни хочет продать её, потому что фабрика уже давно не приносит достаточного дохода для её содержания (производство базируется на устаревших технологиях, сам верёвочный шпагат больше не пользуется спросом, а большинство рабочих — старики); Ларс же, помня данную им клятву отцу, категорически отказывается от этого.
Однако, несмотря на такие разные взгляды, в один день братьев объединяет тяжёлое положение, резко перевернувшее их жизни.
Жена Ларса Эйприл, недовольная малоприбыльной работой мужа, выгоняет его из дома, узнав, что тот отказался от контракта компании «Zeppco Industries», предлагавшей получить авансом $ 100 000 с последующими пенсионными выплатами за продажу им фабрики (компания и раньше пыталась купить фабрику, но Шмунц-отец был против).
Эрни же теряет свой ресторан после смерти одного из клиентов (мэра города) от инфаркта, вызванного нервным потрясением из-за съеденного таракана, который случайно оказался в блюде мэра, когда тот ужинал в ресторане Эрни (таракан прятался в завещанной от отца коробке сигар), и теперь бывший шеф-повар прячется в забегаловке.
Оставшиеся без жилья братья находят приют в том самом особняке, доставшемся им в наследство. Хотя особняк выглядит очень ветхим и запущенным, они случайно находят на его чердаке чертежи, датируемые 1876 годом, из которых выясняется, что здание является творением знаменитого архитектора Чарльза Лайла Ларю и представляет значимую культурную ценность. Бизнесмен Александр Фалько, страстный поклонник Ларю, предлагает продать ему этот дом (у него уже есть 42 здания этого архитектора, а всего их было построено 43). Эрни, узнав, что средняя цена дома — $ 600 000, предлагает организовать аукцион, чтобы получить со сделки больше денег. Фалько соглашается, но напоминает братьям, что никогда в жизни не покупал дома стоимостью дороже десяти миллионов долларов.
Ремонтируя дом к аукциону, братья вскоре обнаруживают, что в доме живёт мышь. Все попытки Эрни и Ларса избавиться от неё заканчиваются не в их пользу. Когда братья понимают, что мышка умеет ловко обходить мышеловки, они переходят к крайним мерам (использование пылесоса, покупка сумасшедшего кота по кличке «Котзилла», вызов дератизатора и т. п.), но всякий раз она выходит победителем.
Истратив все деньги на поимку мыши и изрядно разгромив дом, Ларс и Эрни, тем не менее, не останавливаются. В пылу схватки с грызуном они не замечают, что банк конфисковал дом из-за неуплаты прежним хозяином $ 1200 по закладной. Сделка находится на грани срыва, так как до конфискации осталось всего два дня, а последние деньги Эрни умудрился потратить на ванну-джакузи, которая из-за очередной подлости мышонка утонула в проруби.
Братья пытаются получить достаточную сумму, взяв взаймы у рабочих, но это приводит к бунту на фабрике. Одновременно с этим Эрни случайно находит в фабричной конторе среди кучи бумаг акцию компании «Zeppco Industries» и тайком от Ларса всё же решает продать фабрику. Но перед встречей с представителями компании он попадает под автобус, и его план терпит фиаско. Тем временем Эйприл, узнав от адвоката про аукцион, тут же мирится с мужем и даёт ему и Эрни $ 1200 на погашение долга. После этого, вернувшись в особняк, Ларс и Эрни снова замечают мышь и снова пытаются её поймать, но всё опять заканчивается провалом. И в этот момент в особняк звонят представители «Zeppco Industries» и сообщают, что отказываются от каких-либо сделок по фабрике из-за двух издевательских срывов контрактов. Ларс таким образом узнаёт о «предательстве» брата, и между ними завязывается ссора, жертвой которой случайно становится мышь, подбитая апельсином. Братья уже готовы убить её окончательно, но в последний момент у обоих не хватает духу совершить задуманное. В итоге они отсылают её по почте в бандерольной коробке на Кубу к Фиделю Кастро, но кубинская таможня отправляет бандероль обратно из-за подозрительно малого веса. За это время Ларс и Эрни успевают привести дом в полный порядок.
Наступает день аукциона. Ларс передаёт брату фамильную реликвию — счастливый шнурок их отца. Но аукцион вновь в опасности: вначале Ларс находит в снегу прогрызенную бандероль с Кубы, а потом на глазах у Эрни мышь съедает шнурок отца. Последняя битва между Шмунцами и мышью приводит к хаосу во всем особняке: в отчаянии Эрни и Ларс пускают воду в мышиную норку, но из-за срыва вентиля вода заполняет всё пространство между стенами дома, и в итоге стены дома рушатся и всех посетителей смывает на улицу. Аукцион сорван, а дом Ларю окончательно разрушается до основания. На руинах дома братья находят фамильный шнурок, из чего делают вывод, что мышь наконец-то погибла. Однако шнурок разрывается надвое у них в руках, и окончательно деморализованные Ларс и Эрни возвращаются на опустевшую шпагатную фабрику, куда вместе с ними пришла и лишённая дома мышь. Она самостоятельно запускает машины и кладёт в конвейер головку сыра, из которого получается сырный шпагат, в итоге превративший полуразорённую фабрику в преуспевающее предприятие (уникальное в своём роде). Ларс теперь работает на ней администратором, Эрни — кулинаром-технологом, а мышь — ассистентом Эрни и главным дегустатором.
Фильм завершается кратким кадром — счастливый шнурок Рудольфа Шмунца, чей дух незримо сопровождает героев на протяжении всего фильма, сплетён воедино и находится в рамке рядом с портретом самого фабриканта, а снизу табличка с любимой фразой Шмунца, взятой к фильму эпиграфом: «Мир без шпагата — это хаос».

## В ролях
- Нейтан Лейн — Эрни Шмунц
- Ли Эванс — Ларс Шмунц
- Кристофер Уокен — дератизатор Цезарь
- Майкл Джетер — Квинси Торп
- Мори Чайкин — Александр Фалько
- Викки Льюис — Эйприл Шмунц
- Уильям Хикки — Рудольф Шмунц
- Марио Кантоне — сотрудник компании «Zeppco Industries»
- Дебра Кристофферсон[англ.] — Ингрид
- Камилла Сёэберг[дат.] — Хильда